# Arithmetische Folge
Eine arithmetische Folge (auch: arithmetische Progression) ist in der Mathematik eine Zahlenfolge, bei der benachbarte Folgenglieder stets den gleichen Abstand haben.
Ein Beispiel ist die Folge der ungeraden Zahlen {\displaystyle 1,\ 3,\ 5,\ 7,\ 9,\ 11,\ldots }, bei der alle benachbarten Glieder den Abstand 2 haben. Die Summierung der Folgenglieder einer arithmetischen Folge ergibt eine arithmetische Reihe.

## Definition
Eine Zahlenfolge {\displaystyle \left(a_{n}\right)} heißt arithmetische Folge, wenn die Differenz zweier aufeinanderfolgender Glieder konstant ist, d. h. stets ein und derselben Zahl entspricht. Wird diese Zahl mit {\displaystyle d} („Differenz“) bezeichnet, so bedeutet dies, dass für jeden Folgenindex {\displaystyle n} gilt:
{\displaystyle a_{n+1}-a_{n}=d.}

## Berechnung
Durch Umstellen der Definitionsgleichung erhält man
{\displaystyle a_{n+1}=a_{n}+d}.
Bei einer arithmetischen Folge entsteht das jeweils nächste Folgenglied aus dem vorhergehenden Folgenglied durch Addition der konstanten Differenz {\displaystyle d}. Dieser Zusammenhang liefert eine Rekursionsvorschrift zur Berechnung aller Folgenglieder. Alternativ lässt sich jedes Folgenglied auch direkt berechnen. Zur Herleitung einer entsprechenden Formel benutzt man wiederholt die Rekursionsvorschrift und setzt die Zwischenergebnisse ein:
{\displaystyle {\begin{aligned}a_{2}&=a_{1}+d\\a_{3}&=a_{2}+d=(a_{1}+d)+d=a_{1}+2d\\a_{4}&=a_{3}+d=(a_{1}+2d)+d=a_{1}+3d\\&\vdots \end{aligned}}}
Allgemein erhält man für das {\displaystyle n}-te Glied {\displaystyle a_{n}} die explizite Formel
{\displaystyle a_{n}=a_{1}+(n-1)\cdot d}.
Mithilfe dieser Formel lässt sich eine arithmetische Folge mit Anfangsglied {\displaystyle a_{1}}und Differenz {\displaystyle d}  schreiben als {\displaystyle (a_{1}+(n-1)d)}.

## Zahlenbeispiele
- Die Folge der natürlichen Zahlen ist eine arithmetische Folge mit dem Anfangsglied {\displaystyle a_{1}=1} (bzw. {\displaystyle a_{0}=0}, wenn man die Null zu den natürlichen Zahlen zählt) und {\displaystyle d=1}.

- Die Multiplikationsreihen des Einmaleins („Einerreihe“, „Zweierreihe“, „Dreierreihe“ etc.) sind arithmetische Folgen. Bei der Sechserreihe {\displaystyle 6,12,18,24,30,\ldots } zum Beispiel ist {\displaystyle a_{1}=6} und {\displaystyle d=6}. Das {\displaystyle n}-te Glied der Sechserreihe ist das {\displaystyle n}-fache von 6: {\displaystyle a_{n}=6n}.

- Jede konstante Folge {\displaystyle a,a,a,\ldots } ist eine arithmetische Folge mit {\displaystyle a_{0}=a} und {\displaystyle d=0}.

- Die arithmetische Folge mit dem Anfangsglied {\displaystyle a_{0}=25} und der Differenz {\displaystyle d=-3/2} lautet  {\displaystyle 25,\ 23{\tfrac {1}{2}},\ 22,\ 20{\tfrac {1}{2}}{},\ 19,\ 17{\tfrac {1}{2}},\ 16,\ 14{\tfrac {1}{2}},\ 13,\dots } Mithilfe der geschlossenen Formel lässt sich jedes Glied direkt berechnen, zum Beispiel das Glied {\displaystyle a_{6}} als {\displaystyle a_{6}=a_{0}+6\cdot d=25+6\cdot (-3/2)=16}.

- Die Folge {\displaystyle 199,409,619,829,1039,1249,1459,1669,1879,2089} ist eine Folge von Primzahlen mit dem konstanten Abstand 210. Sie endet nach 10 Gliedern. Die Differenz selbst ist ein Primorial {\displaystyle (210=2\cdot 3\cdot 5\cdot 7)}. Terence Tao und Ben Green bewiesen, dass es beliebig lange derartige arithmetische Folgen von Primzahlen geben muss (Satz von Green-Tao).[2] Die längste bisher bekannte Folge wurde 2019 gefunden und besteht aus 27 Elementen.[3]

## Anwendungsbeispiele

### Lineare Verzinsung
Beim Überziehen eines Kontos werden in der Regel tageweise Sollzinsen berechnet. Die Überziehungszinsen wachsen also tageweise linear an, was auf eine arithmetische Folge führt. Beträgt etwa der Zinssatz 9 % p. a. und wird das Konto um 1000 Euro überzogen, so betragen die täglichen Überziehungszinsen 0,25 Euro (bei Anwendung der 30/360-Methode). Nach einem Tag wird das Konto also mit 0,25 Euro belastet, nach zwei Tagen mit 0,50 Euro, nach drei Tagen mit 0,75 Euro etc.

## Namensherkunft
Die Bezeichnung „arithmetische Folge“ leitet sich aus dem arithmetischen Mittel ab. Jedes Glied einer arithmetischen Folge {\displaystyle a_{i}} mit {\displaystyle i>0} ist das arithmetische Mittel seiner Nachbarglieder. Dies kann man unter Zuhilfenahme der Beziehung {\displaystyle a_{i}=a_{i-1}+d} bzw. {\displaystyle a_{i-1}=a_{i}-d} zeigen:
{\displaystyle {\frac {a_{i+1}+a_{i-1}}{2}}={\frac {(a_{i}+d)+(a_{i}-d)}{2}}={\frac {2a_{i}}{2}}=a_{i}}.

## Arithmetische Folgen höherer Ordnung
Die Definition einer arithmetischen Folge lässt sich mithilfe von Differenzenfolgen höherer Ordnung verallgemeinern. Eine Folge heißt arithmetische Folgen n-ter Ordnung, wenn {\displaystyle n} die kleinste Zahl ist, so dass die {\displaystyle n}-te Differenzenfolge eine konstante Folge ist. In dieser Definition sind arithmetische Folge im Sinne der oben stehenden Definition enthalten, es sind die arithmetischen Folgen 1. Ordnung. Das Konzept wird an einigen Beispielen verdeutlicht.

### Quadratzahlen
| Folge:               | {\displaystyle 0\ } |                     | {\displaystyle 1\ } |                     | {\displaystyle 4\ } |                     | {\displaystyle 9\ } |                     | {\displaystyle 16\ } |                     | {\displaystyle 25\ } |                      | {\displaystyle 36\ } |                      | {\displaystyle 49\ } | {\displaystyle ...\ } |
| 1. Differenzenfolge: |                     | {\displaystyle 1\ } |                     | {\displaystyle 3\ } |                     | {\displaystyle 5\ } |                     | {\displaystyle 7\ } |                      | {\displaystyle 9\ } |                      | {\displaystyle 11\ } |                      | {\displaystyle 13\ } |                      | {\displaystyle ...\ } |
| 2. Differenzenfolge: |                     |                     | {\displaystyle 2\ } |                     | {\displaystyle 2\ } |                     | {\displaystyle 2\ } |                     | {\displaystyle 2\ }  |                     | {\displaystyle 2\ }  |                      | {\displaystyle 2\ }  |                      |                      | {\displaystyle ...\ } |

Die 2. Differenzenfolge ist eine konstante Folge. Also handelt es sich bei der Folge der Quadratzahlen um eine arithmetische Folge 2. Ordnung.

### Tetraederzahlen
| Folge:               | {\displaystyle 0\ } |                     | {\displaystyle 1\ } |                     | {\displaystyle 4\ } |                     | {\displaystyle 10\ } |                      | {\displaystyle 20\ } |                      | {\displaystyle 35\ } |                      | {\displaystyle 56\ } |                       | {\displaystyle 84\ } | {\displaystyle ...\ } |
| 1. Differenzenfolge: |                     | {\displaystyle 1\ } |                     | {\displaystyle 3\ } |                     | {\displaystyle 6\ } |                      | {\displaystyle 10\ } |                      | {\displaystyle 15\ } |                      | {\displaystyle 21\ } |                      | {\displaystyle 28\ }  |                      | {\displaystyle ...\ } |
| 2. Differenzenfolge: |                     |                     | {\displaystyle 2\ } |                     | {\displaystyle 3\ } |                     | {\displaystyle 4\ }  |                      | {\displaystyle 5\ }  |                      | {\displaystyle 6\ }  |                      | {\displaystyle 7\ }  |                       |                      | {\displaystyle ...\ } |
| 3. Differenzenfolge: |                     |                     |                     | {\displaystyle 1\ } |                     | {\displaystyle 1\ } |                      | {\displaystyle 1\ }  |                      | {\displaystyle 1\ }  |                      | {\displaystyle 1\ }  |                      | {\displaystyle ...\ } |                      |                       |

Die Folge der Tetraederzahlen ist eine arithmetische Folge 3. Ordnung.
Wie man dem Differenzenschema außerdem entnehmen kann, ist die in der zweiten Zeile stehende Folge der Dreieckszahlen eine arithmetische Folge 2. Ordnung.